# Place Skanderbeg (Paris)
Pour les articles homonymes, voir Place Skanderbeg (homonymie).
Pour la place de Tirana, voir Place Skanderbeg (Tirana).
La place Skanderbeg est un rond-point  du 19e arrondissement de Paris, au-dessus du boulevard périphérique.

## Situation et accès
La place se situe en limite d'Aubervilliers et du 18e arrondissement de Paris, occupant pratiquement l'angle droit nord-ouest du 19e arrondissement.
Elle est de forme ovoïde avec une longueur (sud-nord) d'environ 130 mètres pour une largeur (est-ouest) d'environ 110 mètres.
Un grand rond-point arboré occupe son centre. Celui-ci n'est accessible aux piétons, mais de manière peu aisée, que sur une extrémité sud avec un petit terre-plein.
Outre les quatre bretelles d'accès ou de sortie du périphérique, y convergent l'avenue de la Porte-d'Aubervilliers au sud, au nord-ouest l'avenue Victor-Hugo et au nord-est la rue Madeleine-Vionnet.
La place Skanderbeg est desservie à quelque distance par la ligne de métro 7 à la station Porte de la Villette et directement par la ligne 3b du tramway d'Île-de-France. Dans le cadre du prolongement de la ligne 8 du tramway au sud, la place devrait être traversée par cette ligne avant d'atteindre la station Porte d'Aubervilliers.

## Origine du nom
Elle porte le nom de l'homme de guerre albanais Georges Castriota dit Skanderbeg (1405-1468) » (ce nom est également donné à une grande place de Tirana, en Albanie).

## Historique
La voie est créée en 1967 lors du percement du boulevard périphérique de Paris au niveau de la porte d'Aubervilliers dont elle constitue l'espace[pas clair] sous le nom provisoire de « voie AZ/19 » et prend sa dénomination actuelle par un arrêté municipal du 30 août 1978.
En novembre 2019, la place Skanderbeg est étendue à l'emprise située dans la continuité de l'actuelle place.

## Bâtiments remarquables et lieux de mémoire
- Les anciens bâtiments historiques de l'hôpital Claude-Bernard.